# Il secondo tragico Fantozzi
Il secondo tragico Fantozzi (El segundo trágico Fantozzi) es una película de 1976 dirigida por Luciano Salce. En España se estrenó con el título de Nacido"gafe".
Es la secuela del exitoso Fantozzi rodada al año siguiente  y hace de nuevo hincapié en la historia del empleado Ugo Fantozzi, creado e interpretado por Paolo Villaggio. 
Debido a su riqueza en los episodios más famosos del personaje (la expedición a Mónaco, la caza, el juego en la televisión, El acorazado Kotiomkin, La cena con la condesa) es imitada incluso en posteriores películas, y es quizá la más popular película del ciclo, hasta el punto de que algunos incluso la prefieren como el "padre" de la serie. 
La película parece formar un continuo con la anterior, de acuerdo en parte, con el original, es decir, el libro Fantozzi y Il secondo tragico libro di Fantozzi. 
La canción principal "La Balada de Fantozzi", de Leo Benvenuti, Piero De Bernardi y Fabio Frizzi, es cantada por Paolo Villaggio.

## Trama
La película comienza con el trabajador contable Fantozzi que, en medio de la noche, hace lo "extraordinario" para cubrir la salida del Duqueconde Semenzara de la noble esposa. Después de haber corrido el riesgo de muerte encontrándose con dos guardias, trata en vano de regresar a su hogar, mientras que un ejército de autos, en este caso los mismos de los colegas que van a trabajar, lo obligan trágicamente a regresar a su puesto de empleado.

### El casino
En el primer episodio, Fantozzi es convencido por Silvani para acompañar al Duqueconde Semenzara al casino de Montecarlo. La ocasión fue realmente monstruosa. Tres días en Montecarlo esperando a Semenzara. Después de una llegada anticipada un par de horas en la estación (El tren partió a las 23:37 a Montecarlo. Fantozzi aparecido en la acera a las 4:12 p. m., siete horas antes) y después de haber sido humillado por el Duqueconde despreciando a la Sra. Pina y Mariangela, los dos van a Mónaco en un tragicómico viaje en tren. En el casino, Fantozzi debe sufrir el hostigamiento del Duqueconde que lo obliga a tomar asiento y tragar varios litros de la terrible agua Bertier, la más gasificada del mundo (que le hace flotar como un globo), después de un gigantesco erupto causado por la terrible agua Bertier, Fantozzi gana a la ruleta, jugando el número 27 asesorado por la Srta. Silvani, la suma de 700 mil libras, que fueron inmediatamente confiscadas por el Duqueconde Semenzara para pagar la suite en el Grand Hotel, con dos prostitutas extra, y el único vagón con cama para el retorno. Fantozzi hace el viaje aferrándose al tren.

### Apertura de la caza
Luego de ser quemado por un paño húmedo de la Sra. Pina, causando cada vez más místicas alucinaciones en Fantozzi, va de cacería, por supuesto, organizada por el trabajador Filini. En un lugar que en teoría no debería conocer nadie, van 600, todos cazadores y todos armados hasta los dientes. En poco tiempo la situación se deteriora, y los cazadores desatan una verdadera guerra (con ametralladoras, biplanos y blindados). La legendaria escena en la que Fantozzi se mete una granada en los pantalones transcurre en esta parte. La cacería solo terminará al anochecer, justo a tiempo para ver los Deportes del domingo.

### La inauguración
En la inauguración de la turbonave la Condesa Serbelloni Mazzanti Viendalmare comienza con la larga serie de torpes intentos de romper la tradicional botella de champán, lo que resulta en que Fantozzi caiga al agua junto con otros personajes, siguiéndole en orden: el jefe de la banda, el ministro de la marina mercante, la baronesa de Filiguelli Bonchamp, mascota de la sociedad. Terminada la reserva de champán, se decidió cambiar el ritual de la ceremonia: el corte de cable de metal que pone en marcha el mecanismo de la botella. Resultado: el corte limpio del dedo meñique del arzobispo con su anillo pastoral.

### La cena en la casa de la condesa
La inauguración es también una ocasión para una velada en la casa de la Condesa, que invitó a los inseparables Filini y Fantozzi, que llegaron tarde debido al encuentro con el perro guardián de aproximadamente dos toneladas llamado Iván el Terrible XXXII (descendiente directo de Iván el Terrible I que pertenecía al Zar Nicolás, el legendario campeón de caza considerado como un enemigo del pueblo durante la Revolución de Octubre de la Plaza Roja). Los dos se distinguen por la ausencia de etiqueta en la escena histórica de los colores que Fantozzi adquiere a causa de comer un tordo entero (Rojo, rojo pompeyano, naranja langosta, púrpura, morado decoración funeral, azul oscuro. En el azul oscuro Fantozzi entró en coma cardio-respiratorio) y el arroz al horno con tomates cherry para sellar (frío afuera, dentro una bola de fuego de dieciocho mil grados). Fantozzi no termina la cena, roba un Maserati, y huye de Iván el Terrible XXXII que, sin embargo, lo alcanza. El empleado contable se va en coche, y es asediado por Iván el Terrible, varios días (por supuesto, cuentan como vacaciones ya tomadas).

### El circo
Libre del asedio de la bestia, Fantozzi decide ser paciente cuando recibe tres entradas gratuitas para el Circo Americano. La ocasión es única y la familia decide utilizar los billetes, con la debida precaución. Fantozzi es reconocido inmediatamente por Corrado Maria Lobbiam (Ugo Bolonia), superior del empleado contable, y pretende ser un artista de circo, pero termina como un hombre bala, disparado en la provincia de Agrigento, donde tiene una nueva visión mística.

### El cine
Con un salto de 20 años atrás en el tiempo se encuentra a Fantozzi que había ingresado en la tarea de "lamedor de sellos", y que continuó su carrera a partir de la simpatía que había despertado en el profesor Guidobaldo Maria Riccardelli, apasionado por las películas de cine artístico. 
El protagonista y sus compañeros de oficina son, por lo tanto, obligados a ver obras maestras como Dies Irae de Carl Theodor Dreyer, El hombre de Aran de Flaherty, pero sobre todo "el más clásico de los clásicos ", El acorazado Kotiomkin (clara referencia al más famoso El acorazado Potemkin). Después de años de sufrimiento, Fantozzi también es obligado a abandonar el programa de Italia-Inglaterra, el histórico partido de fútbol (en el cual se vio la primera victoria de la Nacional en el Estadio de Wembley gracias a un gol de Capello), el contable se arma de valor y frente a los compañeros rebeldes, grita una de las más famosas frases de la historia fantozziana: "Para mí, El acorazado Kotiomkin, ¡es una cagada tremenda!".
Esta frase desata la ira acumulada de todos los empleados: primero Riccardelli es golpeado y, después de destruir la película del acorazado Kotiomkin es forzado a ver una película-b Giovannona Coscialunga, L'esorciccio y una inexistente La polizia s'incazza. Pero después de 3 días los rebeldes y su líder (Fantozzi) son obligados a ceder y, para remediar la destrucción de la película, se hace la reinterpretación de la obra maestra del maestro Eisenstein cada sábado hasta la edad de jubilación. Por supuesto, Fantozzi tendrá que interpretar el más humillante y doloroso papel: el niño en el cochecito que se cae por la escalera.

### La aventura nocturna
En el siguiente episodio Fantozzi, Filini y Calboni se van una noche sin el conocimiento de los miembros de su familia. Los tres van a un club nocturno , El Hipopótamo, donde hacen todo lo posible para entrar: Fantozzi paga 649.000 liras más 18 % de servicio. La noche termina con Filini lidiando con un grupo de taxistas que amenazan por la falta de pago y Fantozzi miente como perro guardián en la puerta de su casa donde entró Calboni con una dama de la noche de paso. Llega Silvani furiosa de celos y es una oportunidad para la redención de Fantozzi que trató siempre de hacerle una declaración de amor hacia su compañera. El intento, en un principio fallido, termina exitoso y le da una introducción al próximo episodio.

### Luna de miel en Capri
Silvani le propone a Fantozzi viajar juntos a Capri como una especie de luna de miel. Fantozzi salió de la oficina y tuvo una última cena con su esposa y su hija, parte a la nueva aventura y después de un interminable viaje a Nápoles los dos finalmente llegan a Capri. El hotel no se muestra agradable para el contador, después de un chapuzón en la piscina vacía y después chocar contra una roca durante el esquí acuático, también se ve decepcionado por la llegada del inspector Calboni. Decidido a suicidarse, Fantozzi se lanza de repente al mar, pero es rescatado por un barco de pesca de Torre Annunziata y se lo coloca en el mercado de pescado de Findus como carne congelada.

### El pararrayos
Comprado, todo entero, por su esposa en vísperas de Navidad, Fantozzi decidió reanudar la vida familiar para celebrar el Día Santo con Pina y Mariangela. Naturalmente, la imagen familiar es abruptamente interrumpida por la llamada telefónica del Megadirector ofreciéndole a Fantozzi su reinserción en la sociedad, por supuesto, en la parte inferior: el pararrayos.

## El acorazado Kotiomkin
El acorazado Kotiomkin (o Kotionkin) es una película (ficticia) inspirada irónicamente en El acorazado Potemkin , en medio de un episodio de la película de culto de Fantozzi. 
En la escena se ve al profesor Guidobaldo Riccardelli María, jefe del protagonista Ugo Fantozzi, que exige que sus empleados reiteradas veces vean la película de su autor venerado. Después de la enésima vez de ver El acorazado Kotiomkin, el favorito del profesor, Fantozzi hace su histórico comentario: 

Para mi... El acorazado Kotiomkin... ¡es una cagada tremenda! ¿Entiende? ¿Eh? ¡Pedazo de mierda!
Paolo Villaggio en Il secondo tragico Fantozzi

Los empleados se rebelan, toman de rehén al profesor y le obligan a ver las películas de bajo nivel cultural (Giovannona Coscialunga, L'esorciccio y La polizia s'incazza -inexistente-), pero solo después de haberle hecho arrodillarse sobre guisantes (venganza por su costumbre de castigar de esa manera a los empleados que no ven sus películas), e incendiar antes sus ojos los dieciocho rollos de su rara copia de la película. 
El episodio de El acorazado Kotiomkin pretende ser satírico hacia la clase burguesa y el snob intelectual, que se impone a sí mismo y a raíz de ser una imagen de la cultura estereotipada. A la película que inspiró la escena, El acorazado Potemkin de Serguéi Eisenstein, que es en realidad una obra poco accesible al público medio, pero en virtud de su indiscutible valor histórico, se decidió no citarla literalmente, pero con un nombre paródico para el director adecuadamente modificado: Sergej M. Ejzenštejn se convirtió en Serghei M. Einstein. Por otra parte, la película rusa no es larga, y así se sugiere darle más importancia al aburrimiento de los empleados, El acorazado Kotiomkin está compuesta por dieciocho interminables rollos, cuando de hecho El acorazado Potemkin dura solo 75 minutos, menos que los 92 minutos de aplausos recibidos por Fantozzi al final de la proyección. 
Por no haber obtenido los derechos para reproducir la original, todas las escenas de esta obra maestra fueron filmadas a la vez que la película por el director Luciano Salce.

## Detrás de las escenas
- En la aparición mística con el fondo de Agrigento Fantozzi va a dar a luz a un niño del que nunca más se oye hablar en la saga.
- A diferencia de la primera película, donde fue doblado por Gianni Marzocchi, en esta película, el actor que interpreta a Calboni, Giuseppe Anatrelli, habla con su voz auténtica.